# Tony Bandmann
Tony Bandmann (Amburgo, 17 maggio 1848 – Amburgo, 3 ottobre 1907) è stata una pianista, pittrice, didatta e teorica della tecnica pianistica tedesca.

## Biografia
Allieva di Ludwig Deppe, fu tra i primi pianisti e didatti a teorizzare esplicitamente l'utilizzazione del "peso" nella tecnica pianistica. Fin dal 1893 in uno studio sulla formazione del suono pianistico (Tonbildung und Technik auf dem Klavier)  mise in evidenza l'importanza dell'utilizzazione del peso e della "catena spalla-braccio-mano" per la produzione del suono, in opposizione alla tecnica ottocentesca, di derivazione clavicembalistica, basata sulla "articolazione" e "indipendenza" delle dita (teorizzata, per esempio, nel famoso "metodo per pianoforte" di Lebert e Stark). Collaborò con Steinhausen, il cui fondamentale lavoro sulle basi fisiologiche della tecnica pianistica (1905) fu dovuto alle sue insistenze. Espose i principi della tecnica del peso in un  trattato pubblicato nel 1907, Die Gewichtstechnik des Klavierspiels, preceduto da una introduzione di Steinhausen in cui il fisiologo scrive, tra l'altro: "l'opera della Bandmann costituisce la continuazione e il necessario compimento dei miei studi".
Insieme ad altri pianisti e didatti - buona parte dei quali allievi di Deppe, come Amy Fay, Elizabeth Caland, Hermann Klose e Horace F. Clark-Steiniger - la Bandmann contribuì in modo decisivo alla trasformazione della tecnica pianistica da tecnica fondata prevalentemente sul movimento digitale a tecnica del peso ("Gewichtstechnik", "tecnique de la pésanteur", "Weight-Technique"), trasformazione che avvenne tra la fine dell'Ottocento e gli inizi del Novecento e che ebbe tra i suoi più importanti sostenitori, anche se con posizioni spesso assai differenziate, Rudolf Breithaupt nell'area tedesca, Blanche Selva in Francia, Tobias Augustus Matthay in Inghilterra e Bruno Mugellini in Italia.

## Opere
- Tonbildung und Technik auf dem Klavier (Formazione del suono pianistico e tecnica pianistica), Leipzig, 1893, Breitkopf & Härtel.
- Die Gewichtstechnik des Klavierspiels (La tecnica pianistica del peso), Leipzig, 1907, Breitkopf & Härtel; ristampa Kessinger Pub Co 2010.